# Matteo Ricci (politico 1826-1896)
Matteo Ricci Petrocchini (Macerata, 6 dicembre 1826 – Firenze, 10 febbraio 1896) è stato un politico italiano.
Fu senatore del Regno d'Italia nella XVII legislatura.
Matteo Ricci era figlio del marchese Domenico Ricci e della contessa Elisa Graziani. Il 16 settembre 1852 sposò a Cornigliano Alessandrina Taparelli d'Azeglio, figlia del celebre statista piemontese e nipote di Alessandro Manzoni, che fece da testimone alle nozze.
Ricci curò un'edizione postuma di scritti azegliani che erano rimasti inediti alla morte dell'autore.